# Solutions 30
 (février 2024).
 (février 2013).
Solutions 30 (anciennement PC 30) est une entreprise luxembourgeoise spécialisée dans les solutions pour les nouvelles technologies.

## Activités
Créée en 2003, l'entreprise vend à l’origine des services techniques de proximité dans le domaine des télécommunications et de l’informatique en France (dépannage informatique, connexion Internet,…). 
À l'issue d'une diversification d'un développement de ses activités en Europe, la société est présente en 2024 en France, au Benelux, en Allemagne, au Royaume-Uni, en Espagne, au Portugal, en Italie et en Pologne. Elle intervient dans les secteurs de l'informatique et de la transition énergétique. Elle est notamment connue pour être chargée de l'installation des compteurs électriques communicants Linky pour le compte d'Enedis en France.

## Données financières
L'entreprise affichait un chiffre d'affaires supérieur à 1 milliard d'euros en 2023.
Solutions30 est une société cotée sur Euronext (ISIN FR0013379484 – code S30).
En 2020, Solutions30 fait l’objet d’attaques d’un rapport anonyme puis du fonds actionnaire activisteMuddy Waters Research. Solutions30 est alors accusée d’erreurs comptables ainsi que d’avoir des liens avec des personnes ayant fait l'objet de condamnations pénales liées au blanchiment d'argent. La société dément ces accusations et mandate deux cabinets d’experts indépendants, qui réfutent les accusations la visant.
Dans ce contexte, en mai 2021, le cabinet Ernst & Young, commissaire aux comptes de Solutions30, refuse d’émettre une opinion sur les comptes de la société. Son titre plonge alors de plus de 70%. En juin 2021, l’assemblée générale des actionnaires approuve les comptes de l’entreprise et nommé un nouveau réviseur d’entreprise. En septembre 2021, le nouveau réviseur ne relève aucune anomalie sur les comptes de Solutions30,.